# Hymne á l'amour (musikalbum)
Hymne à l'amour är ett musikalbum från 2008 av jazzpianisten Elise Einarsdotter och hennes man, basisten Olle Steinholtz. Albumet innehåller instrumentala tolkningar av Edith Piaf-melodier.

## Låtlista
1. Hymne à l'amour (Marguerite Monnot) – 3:28
2. Mea culpa (Hubert Giraud) – 3:45
3. Hommage à Edith (Elise Einarsdotter) – 3:01
4. Cést l'amour (Marguerite Monnot) – 5:29
5. Cri de coeur (Henri Crolla) – 2:50
6. La vie en rose (Louis Gugliemi) – 3:56
7. Les feuilles mortes (Joseph Kosma) – 4:50
8. Rien de rien (Pierre Roche) – 2:23
9. Sous le ciel de Paris (Hubert Giraud) – 3:47
10. Pour tous ses amants (Elise Einarsdotter) – 5:03
11. Mon Dieu (Charles Dumont) – 3:29
12. Si tu partais (Michel Emer) – 4:00
13. Non, je ne regrette rien (Charles Dumont/Michel Vaucaire) – 4:09

## Medverkande
- Elise Einarsdotter – piano
- Olle Steinholtz – bas

## Mottagande
Skivan fick ett gott mottagande när den kom ut med ett genomsnitt på 3,9/5 baserat på sex recensioner.